# Minami-Alps
Minami-Alps (Japans: 南アルプス市, Minami-Arupusu-shi) is een Japanse stad in de prefectuur  Yamanashi. In 2014 telde de stad 71.314 inwoners. De stad ligt aan de voet van het Akaishigebergte, ook wel de Zuidelijke Alpen genoemd.

## Geschiedenis
Op 1 april 2003 werd Minami-Alps benoemd tot stad (shi). De stad ontstond die dag door het samenvoegen van de gemeenten Kosai, Kushigata, Shirane, Wakakusa (若草町) en de dorpen Ashiyasu en Hatta.

## Partnersteden
- Tsubetsu, Japan
- Iwamizawa, Japan
- Anamizu, Japan
- Ogasawara, Japan
- Marshalltown, Verenigde Staten
- Winterset, Verenigde Staten
- Queanbeyan, Australië
- Dujiangyan, China

Steden:
Chuo · Fuefuki · Fujiyoshida · Hokuto · Kai · Kofu (hoofdstad) · Koshu · Minami-Alps · Nirasaki · Otsuki · Tsuru · Uenohara · Yamanashi

Districten:
Kitatsuru · Minamikoma · Minamitsuru · Nishiyatsushiro · Nakakoma
Gemeenten per district